# Arrancy-sur-Crusne
Arrancy-sur-Crusne é uma comuna francesa na região administrativa de Grande Leste, no departamento de Meuse. Estende-se por uma área de 20,16 km². Em 2010 a comuna tinha 491 habitantes (densidade: 24,4 hab./km²).